# Ester Somaza Bosch
Ester Somaza Bosch (Les Franqueses del Vallès, Vallès Oriental, 3 de juny de 2004) és una jugadora d'handbol catalana.
Lateral esquerra, es formà al planter de la Fundació Handbol Roquerol. Competí amb el Mubak BM La Roca de la Divisió d'Honor plata i el juliol de 2022 fitxà pel KH-7 BM Granollers, debutant a la Divisió d'Honor estatal la temporada 2022-23. Amb el club granollerí, ha guanyat dues Supercopes de Catalunya (2022, 2023) i arribà a la final de la Copa de la Reina (2023). Internacional amb la selecció espanyola en categories de formació, es proclamà campiona de l'EHF Championship sub-19 (2023). Amb l'absoluta ha debutat internacionalment l'abril de 2023 i amb dinou anys ha disputat el seu primer Campionat del Món.